# Ethiopian Regiment
Als Ethiopian Regiment (deutsch Äthiopisches Regiment) oder Lord Dunmore’s Ethiopian Regiment wird eine militärische Einheit bezeichnet, die der britische Kolonialgouverneur John Murray, 4. Earl of Dunmore in der Kolonie Virginia während des Amerikanischen Unabhängigkeitskrieges aufstellte. Das Regiment, das von britischen Offizieren befehligt wurde, bestand aus geflohenen afroamerikanischen Sklaven, deren Eigentümer Patrioten waren, d. h. die sich für die amerikanische Unabhängigkeit einsetzten. Es gilt als die erste schwarze Militäreinheit in der Geschichte der britischen Kolonien in Nordamerika.

## Geschichte

### Entstehung des Regiments
Dunmore war im Sommer 1775 vor den Patrioten aus seinem Amtssitz in Williamsburg auf vor der Küste ankernde Schiffe der Royal Navy geflohen und sammelte eine kleine Schaar loyalistischer Soldaten um sich, darunter auch einige schwarze ehemalige Sklaven.
Im November 1775 veröffentlichte er eine Proklamation, in der er alle wehrfähigen Männer aufforderte, ihm bei der Verteidigung der Kolonie zu helfen, darunter auch verdingte Knecht und die Sklaven der Patrioten; diesen Schwarzen wurde ihre Freiheit im Austausch für ihren Dienst in der Armee versprochen. Dunmore sammelte in kurzer Zeit 800 Personen um sich, aus denen er zwei Regimenter bildete: Das aus Weißen bestehende Queen’s Own Loyal Virginia Regiment und das aus Schwarzen bestehende Ethiopian Regiment. Letzteres Regiment war vermutlich die erste schwarze Militäreinheit in der Geschichte des englischsprachigen Nordamerika. Im Dezember 1775 umfasste das Ethiopian Regiment fast 300 Schwarze.
Das Ethiopian Regiment war von 1775 bis 1776 im Einsatz. Die schwarzen Soldaten des Regiments nahmen wohl an, dass sie nicht allein für ihre eigene individuelle Freiheit, sondern auch für die Freiheit anderer Schwarzer kämpften. Auf ihren Uniformhemden oder auf Schärpen trugen sie den Schriftzug „Liberty to Slaves“ (deutsch: Freiheit für Sklaven).
Obwohl das Ethiopian Regiment vor allem für die Lebensmittelbeschaffung eingesetzt wurde, erlebte es auch Kampfeinsätze. Zum ersten davon kam es im November bei der Schlacht von Kemp’s Landing, bei der Dunmore über die gegnerische Miliz siegte. Zwei patriotische Colonels wurden gefangen genommen, einer davon durch einen seiner ehemaligen Sklaven.
Das schwarze britische Regiment besaß für Afroamerikaner, die es als Symbol der Hoffnung ansahen, eine starke Anziehungskraft. Seine bloße Existenz – schwarze Soldaten, die in der besten Armee der Welt dafür ausgebildet wurden, Weiße zu töten – erschien so revolutionär wie der Krieg selbst. Berichtet wurde etwa die Geschichte einer schwarzen New Yorkerin, die ihr Kind zu Ehren des Kommandanten Dunmore nannte; oder die eines Schwarzen in Philadelphia, der zwei Fußgänger misshandelte, die erwarteten, dass er für sie aus dem Weg sprang, und stolz erklärte, sie mögen bloß warten, bis „Lord Dunmore und sein schwarzes Regiment kommt…“

### Besetzung von Norfolk
1775 beteiligte sich Ethiopian Regiment gemeinsam mit dem Queen’s Own Loyal Virginia Regiment und dem 14th Regiment of Foot an der Eroberung von Norfolk, einer Hafenstadt in Virginia. Dunmore ließ den Hafen besetzen und richtete hier das britische Hauptquartier ein, das er so dringend benötigte.

### Schlacht von Great Bridge
General George Washington war überzeugt, dass die Patrioten den Krieg nur gewinnen konnten, wenn es gelänge, Dunmore aus Norfolk zu vertreiben. Einen entsprechenden Auftrag gab er Colonel William Woodford, der in Virginia über 500 patriotische Soldaten verfügte. Auf dem Marsch nach Norfolk wurden die Patrioten an einer britischen Barrikade bei Great Bridge aufgehalten, einem Damm, der das Festland mit dem Hafen von Norfolk verband. Woodford entschloss sich, Dunmore herauszufordern, indem er auf der Festlandseite von Great Bridge eine Befestigung errichtete. Um die Versuchung unwiderstehlich zu machen, sandte er Dunmore als Doppelagenten einen Afroamerikaner, der Dunmore unzutreffende Informationen über die Stärke und Qualität der gegnerischen Truppen lieferte; Woodfords Einheiten umfassten danach nur knapp 300 Mann, die zudem gerade erst rekrutiert worden seien und nach Auskunft des Doppelagenten fliehen werden, sobald der erste Schuss fällt.
Dunmore schenkte dem Doppelagenten Glauben und befahl Captain Charles Fordyce, 120 Soldaten des 14th Regiment of Foot über den Deich zu Woodfords Behelfsbefestigung zu führen. Das Ethiopian Regiment stand, von britischen Kanonen unterstützt, an der Brücke bereit. Patriotische Wachposten, besonders der schwarze Patriot William Flora, hielten den britischen Angriff mit Buck-and-Ball-Munition auf. Vom Schlachtlärm alarmiert, besetzten die Patrioten das Brustwerk ihrer Befestigungsanlage, feuerten jedoch nicht, sondern warteten, bis die Briten sehr nahe herangekommen waren. Ermutigt, weil die Patrioten nicht angriffen, stürmten die Briten vorwärts. Captain Fordyce rief: „Der Tag gehört uns.“ Auf die Stille folgte dann jedoch Gewehrfeuer. Fordyce und zwölf britische Privates fielen, die übrigen flohen. Woodford marschierte mit seinen Soldaten durch den Sumpf, griff das Ethiopian Regiment in der Flanke an und zwang es damit zu einem ungeordneten Rückzug.
Die Patrioten gewannen bei der Schlacht zwei Kanonen. Dunmore war durch diese Niederlage gezwungen, Norfolk zu räumen. Woodfords Soldaten stürmten über die Great Bridge. Auf britischer Seite gab es 61 Tote und Verletzte. Zwei der Verwundeten waren ehemalige Sklaven, die dem Ethiopian Regiment angehörten.
Dunmores Niederlage war die erste Kampfhandlung des Unabhängigkeitskrieges nach der Schlacht von Bunker Hill und die erste, die in den Südstaaten ausgetragen wurde. Der Sieg der Patrioten beendete in Virginia die Flucht von Sklaven zu Dunmores Truppen.
Nachdem das Ethiopian Regiment im Laufe des Jahres 1776 von Pocken dezimiert worden war, zog Dunmore es im August 1776 nach Staten Island zurück und löste es dort auf. Viele der schwarzen Soldaten blieben im britischen Militärdienst und schlossen sich zum Beispiel der 1777 von Sir Henry Clinton in Philadelphia aufgestellten Black Company of Pioneers an.

## Colonel Tye, der berühmteste Rekrut des Ethiopian Regiment
Der berühmteste schwarze Soldat des Ethiopian Regiment war Titus Cornelius, genannt „Colonel Tye“ (um 1753–1780). Noch ohne von Lord Dunmores Aufruf zu wissen, war er zufällig einen Tag nach dessen Veröffentlichung in New Jersey von seinem Eigentümer geflohen. Als er davon hörte, schlug sich nach Virginia durch und trat dort in das Ethiopian Regiment ein. Die Offiziere und Unteroffiziere des Regiments waren Weiße. Obwohl es möglich (wenn auch wenig wahrscheinlich) ist, dass einige der schwarzen Rekruten im Laufe der Zeit zu Sergeanten befördert wurden – eventuell auch Tye selbst –, ist unstrittig, dass keiner davon jemals den Offiziersrang erreichte. Im 18. und 19. Jahrhundert beriefen die Briten keine schwarzen Offiziere.
Nach der Auflösung des Ethiopian Regiment taucht Tye 1778 wieder auf. Im Juni 1778 ist seine Teilnahme an der Schlacht von Monmouth dokumentiert. Bekannt wurde er als schwarzer loyalistischer Guerillaführer, wobei der Titel „Colonel“, mit dem er nun bezeichnet wurde, mit großer Wahrscheinlichkeit ein reiner Respekttitel als bzw. eine Funktionsbezeichnung als ein Anführer seiner Black Brigade genannten Einheit war.